# Убангі
Уба́нгі (Ubangi, Oubangui) — річка в Центральній Африці, найбільша права притока річки Конго. Тече кордонами Демократичної Республіки Конго з Центральноафриканською Республікою і Республікою Конго. Утворюється злиттям річок Уеле і Мбому після чого протікає на захід протягом 350 км після чого повертає на південний захід і після міста Бангі 500 км протікає у південному напрямку. Довжина від витоку Уеле близько 2300 км, площа басейну 613 202 тис. км². Тече в широкій долині, переважно серед густих вологих тропічних лісів. Вище міста Бангі порожиста; у нижній частині досягає ширини 4 км, при злитті з Конго утворює дельту шириною 12 км. Підйом води в період літніх дощів; найвищі рівні в жовтні, найнижчі — в березні. Витрати води в нижній течії від менше 2 тис. до понад 15 тис. м³/сек (середньо річний — близько 5 тис. м³/сек). Судноплавна від гирла до міста Бангі (650 км). Найбільшими притоками є річки: Котто, Уака, Мпоко, Лубає.